# 普里比爾西克
51°0′53″N 30°1′52″E / 51.01472°N 30.03111°E
普里比爾斯凱（烏克蘭語：Прибірськ）是位於烏克蘭北部的村莊，由基辅州维什霍罗德区的伊萬基夫市鎮負責管轄。該村始建於1584年，面積3.7平方公里，海拔高度125米，2001年人口825。